# Davy Heymans
Davy Heymans (7 augustus 1978) is een Belgisch voetbalcoach en voormalig voetballer.

## Trainerscarrière
Heymans werd in oktober 2013 speler-trainer bij vierdeprovincialer KVV Zwaluwen Olmen. Later coachte hij ook Vlijtingen VV en Bregel Sport. Vervolgens werd hij assistent-trainer bij Lommel SK, de club waar hij van 2004 tot 2007 had gespeeld (toen nog onder de naam KVSK United).. Daar werkte hij samen met Peter Maes, die hem later meenam naar STVV en Beerschot VA.
In december 2021 werd Heymans aangesteld als trainer van KSK Tongeren, waar hij het roer overnam van Marco Pauls. De club stond op dat moment voorlaatste in Tweede afdeling VV B. Heymans slaagde er uiteindelijk in om de club te behoeden voor degradatie.
In augustus 2022 vertrok Heymans bij Tongeren voor een avontuur bij zijn ex-club MVV Maastricht, waar hij een dubbele functie kreeg: enerzijds werd hij trainer van de –16, anderzijds werd hij coördinator van de jeugdopleiding. Na één seizoen schoof Heymans door naar de beloftenploeg van MVV, waar hij de fulltime naar het eerste elftal doorgeschoven Edwin Hermans opvolgde. Ook Heymans zelf kreeg in het tussenseizoen een plek in de technische staf van hoofdtrainer Maurice Verberne. Toen Hermans een jaar later doorschoof naar de functie van hoofdtrainer, ging Heymans fulltime aan de slag als assistent van het eerste elftal en legde hij zijn functie als beloftentrainer naast zich neer.